# Total Clarity
Total Clarity is een demoalbum van de Amerikaanse punkband Against Me! en bevat (niet eerder uitgegeven) nummers uit de opnamesessies voor het studioalbum Searching for a Former Clarity. De demo werd op 24 mei 2011 uitgegeven net zoals het bijhorende album door het punklabel Fat Wreck Chords.

## Nummers
1. "Miami" - 3:37
2. "The Shaker" - 3:05
3. "Justin" - 3:15
4. "Exhaustion and Disgust" - 2:49
5. "Unprotected Sex with Multiple Partners" - 4:01
6. "The Energizer" - 2:14
7. "Violence" - 4:48
8. "The Mover" - 2:35
9. "How Low" - 3:16
10. "Joy" - 1:39
11. "Holy Shit" - 2:11
12. "Lost and Searching in America" - 2:38
13. "Problems" - 2:28
14. "Money Changes Everything" (cover van The Brains) - 3:48
15. "Total Clarity" - 3:25